# Let's start now
Singles de Yui Sakakibara
Konton on Oratorio
(2010) Love×Quartet 2010
(2010)
Let's start now est le 23e single de Yui Sakakibara sorti sous le label LOVE×TRAX Office le 30 juillet 2010 au Japon. Il arrive 69e à l'Oricon, il reste classé 1 semaine.
Let's start now a été utilisé comme thème d'ouverture pour le jeu vidéo Sora wo Aogite Kumo Takaku et I don't wanna forget comme fermeture.

## Liste des titres
| 1. | Let's start now                     | 3:59 |
| 2. | I don't wanna forget                | 4:05 |
| 3. | Let's start now (Instrumental)      | 3:59 |
| 4. | I don't wanna forget (Instrumental) | 4:02 |